# Pindaya
Pindaya (birman : ပင်းတယမြို့) est une ville de Birmanie située dans l'État Shan. C'est la capitale de la Zone auto-administrée des Danu.
Pindaya était autrefois une ancienne station d'altitude (hill station), lieu de villégiature pour les colons britanniques de Birmanie.
Pindaya est surtout connue pour les cavernes surplombant un lac et qui contiennent plus de neuf mille représentations du Bouddha. Elles sont aujourd'hui accessibles en ascenseur par une structure métallique peu intégrée dans le site.
Au XVIIIe siècle et jusqu'à nos jours, la légende de l’araignée-ogresse friande de jeunes vierges a rendu célèbre Shwé Ou-Min, la plus grande de ces grottes. 